# Keshav Purushotham
Keshav Purushotham (Hindi केशव पुरुषोत्तम) ist ein deutsch-indischer Musiker, Komponist, Produzent und Labelbetreiber aus Köln. Als Sohn des renommierten Perkussionisten Ramesh Shotham ist er sowohl in der westlichen als auch in der indischen Musiktradition verwurzelt. Seine künstlerische Arbeit bewegt sich zwischen Psychedelic Pop, Jazz, Dub und experimenteller Performancekunst.

## Leben und Karriere
Purushotham war zunächst Sänger und Frontmann der Indie-Band Timid Tiger, mit der er drei Alben veröffentlichte und international tourte. 2013 erhielt er ein sechswöchiges Artist-in-Residence-Stipendium des Goethe-Instituts in Chennai, Indien. Dort arbeitete er mit lokalen Musiker:innen zusammen und entwickelte erste Ideen für sein Soloprojekt Keshavara.
2016 erschien das Debütalbum Keshavara auf dem von ihm und Steffen Wilmking gegründeten Label Papercup Records. Es folgten das multimediale Konzeptalbum Kabinett der Phantasie (2021), das auch als Theaterproduktion und Kurzfilm umgesetzt wurde, sowie das dritte Album III (2024). Ab dem zweiten Album wurde Niklas Schneider als fester musikalischer Partner prägend für den Sound von Keshavara. Die aktuelle Bandbesetzung umfasst auch Benedikt Filleböck und Christopher Martin.

## Auszeichnungen und Projekte
2020 wurde Keshavara mit dem popNRW-Preis in der Kategorie „Outstanding Artist“ ausgezeichnet. Internationale Tourneen führten die Band durch Europa.

## Musik für Bühne, Film und Pop
Keshav Purushotham komponierte Musik für Theaterproduktionen, u. a. am Schauspiel Köln, sowie für Film und Fernsehen. Zudem arbeitete er als Komponist und Produzent mit bekannten deutschsprachigen Popacts wie Casper, Cro und Klee zusammen. Der begleitende Kurzfilm zum Album Kabinett der Phantasie wurde ebenfalls 2021 veröffentlicht und als Musikfilm inszeniert.

## Kollaborationen
Gemeinsam mit seinem Vater, dem Jazz-Perkussionisten Ramesh Shotham, tritt Purushotham regelmäßig als Duo auf. Derzeit arbeiten die beiden an einem gemeinsamen Album, das indische Rhythmik mit Krautpop verbindet.

## Weitere Aktivitäten
Seit 2021 ist er Stipendiat des renommierten Stiftung-Árvore-Programms für Musiker:innen. Er war als Juror für Initiative Musik und popNRW tätig und engagiert sich für die Förderung junger Musiker:innen in Deutschland.

## Diskografie (Auswahl)

### Alben
- 2016: Keshavara
- 2021: Kabinett der Phantasie
- 2024: III